# Pedi (ort)
Pedi är en ort i Grekland.   Den ligger i prefekturen Nomós Dodekanísou och regionen Sydegeiska öarna, i den sydöstra delen av landet, 400 km öster om huvudstaden Aten. Pedi ligger 12 meter över havet och antalet invånare är 120. Den ligger på ön Nísos Sými.
Terrängen runt Pedi är huvudsakligen kuperad, men åt nordväst är den platt. Havet är nära Pedi åt nordost.  Närmaste större samhälle är Sými, 1,7 km väster om Pedi. 